# دول شريخة
دول‌ شريخة هي قرية في مقاطعة سردشت، إيران. يقدر عدد سكانها بـ 20 نسمة بحسب إحصاء 2016.